# Liên đoàn Quốc tế về Vật lý Thuần túy và Ứng dụng
Liên đoàn Quốc tế về Vật lý Thuần túy và Ứng dụng, viết tắt tiếng Anh là IUPAP (International Union of Pure and Applied Physics) là một tổ chức phi chính phủ quốc tế thực hiện hỗ trợ cho sự phát triển Vật lý học trên toàn thế giới, thúc đẩy hợp tác quốc tế về vật lý, và giúp đỡ các ứng dụng vật lý đối với việc giải quyết các vấn đề quan tâm cho nhân loại.
IUPAP được thành lập vào năm 1922 và Đại hội đầu tiên được tổ chức năm 1923 tại Paris.
IUPAP là thành viên của Hội đồng Khoa học Quốc tế (ISC) , và của Hội đồng Quốc tế về Khoa học (ICSU) trước đây.

## Mục tiêu
Mục tiêu của IUPAP là:
1. Thúc đẩy hợp tác quốc tế trong lĩnh vực vật lý
2. Hỗ trợ và tham gia vào các hội nghị quốc tế trong lĩnh vực vật lý
3. Đẩy nhanh việc xác lập, xuất bản các cuộc điều tra, sưu tập các hằng số vật lý
4. Thúc đẩy các thỏa thuận toàn cầu về việc sử dụng các biểu tượng và các đơn vị cũng như các danh pháp và tiêu chuẩn vật lý
5. Hỗ trợ việc trao đổi tự do của các nhà khoa học
6. Thúc đẩy nghiên cứu và giáo dục đào tạo trong lĩnh vực vật lý

## Tổ chức
| Code                    | Ban                                                                         | Tên tiếng Anh                                                                 |
| ----------------------- | --------------------------------------------------------------------------- | ----------------------------------------------------------------------------- |
| C1                      | Tài chính                                                                   | Finance                                                                       |
| C2                      | Ký hiệu, đơn vị, danh mục, khối lượng nguyên tử và hằng số cơ bản (SUNAMCO) | Symbols, Units, Nomenclature, Atomic Masses & Fundamental Constants (SUNAMCO) |
| C3                      | Vật lý thống kê                                                             | Statistical Physics                                                           |
| C4                      | Tia vũ trụ                                                                  | Cosmic Rays                                                                   |
| C5                      | Vật lý Nhiệt độ thấp                                                        | Low Temperature Physics                                                       |
| C6                      | Vật lý sinh học                                                             | Biological Physics                                                            |
| C8                      | Chất bán dẫn                                                                | Semiconductors                                                                |
| C9                      | Từ tính                                                                     | Magnetism                                                                     |
| C10                     | Cấu trúc và Động lực học của Vật chất đậm đặc                               | the Structure and Dynamics of Condensed Matter                                |
| C11                     | Hạt và Trường                                                               | Particles and Fields                                                          |
| C12                     | Vật lý hạt nhân                                                             | Nuclear Physics                                                               |
| C13                     | Vật lý cho phát triển                                                       | Physics for Development                                                       |
| C14                     | Giáo dục Vật lý                                                             | Physics Education                                                             |
| C15                     | Nguyên tử, phân tử, và Vật lý quang học                                     | Atomic, Molecular, and Optical Physics                                        |
| C16                     | Vật lý plasma                                                               | Plasma Physics                                                                |
| C17                     | Điện tử học lượng tử                                                        | Quantum Electronics                                                           |
| C18                     | Vật lý toán học                                                             | Mathematical Physics                                                          |
| C19                     | Vật lý thiên văn                                                            | Astrophysics                                                                  |
| C20                     | Vật lý tính toán                                                            | Computational Physics                                                         |
| Các uỷ ban liên kết là: | Các uỷ ban liên kết là:                                                     | Affiliated Commissions:                                                       |
| AC.1                    | Ủy ban Quang học Quốc tế                                                    | International Commission for Optics                                           |
| AC.2                    | Hiệp hội Quốc tế về thuyết Tương đối rộng và Hấp dẫn                        | International Society on General Relativity and Gravitation                   |
| AC.3                    | Ủy ban Âm học Quốc tế                                                       | International Commission for Acoustics                                        |
| AC.4                    | Tổ chức Vật lý Y tế Quốc tế                                                 | International Organization for Medical Physics                                |

## Hoạt động
IUPAP thực hiện nhiệm vụ này bằng cách: 
- Tài trợ các cuộc họp quốc tế;
- Bồi dưỡng truyền thông và xuất bản phẩm;
- Khuyến khích nghiên cứu và giáo dục;
- Khuyến khích di chuyển tự do của các nhà khoa học;
- Thúc đẩy các hiệp định quốc tế về việc sử dụng các ký hiệu, đơn vị, danh pháp và tiêu chuẩn;
- Hợp tác với các tổ chức khác về vấn đề kỷ luật và liên ngành.

IUPAP tổ chức Đại hội thế giới 3 năm một kỳ . Đại hội IUPAP 30 bị trễ do dịch bệnh.
| Tt       | Năm  | Địa điểm   | Địa điểm   | Nhiệm kỳ  | Chủ tịch          |
| -------- | ---- | ---------- | ---------- | --------- | ----------------- |
| IUPAP 30 | 2021 | Beijing    | Trung Quốc |           |                   |
| IUPAP 29 | 2017 | Sao Paulo  | Brasil     | 2017-2020 | Kennedy J. Reed   |
| IUPAP 28 | 2014 | Singapore  | Singapore  | 2014-2017 | Bruce McKellar    |
| IUPAP 27 | 2011 | London     | Anh Quốc   | 2011-2014 | Cecilia Jarlskog  |
| IUPAP 26 | 2008 | Tsukuba    | Nhật Bản   | 2008-2011 | Sukekatsu Ushioda |
| IUPAP 25 | 2005 | Cape Town  | Nam Phi    | 2005-2008 | Alan Astbury      |
| IUPAP 24 | 2002 | Berlin     | Đức        | 2002-2005 | Y. Petroff        |
| IUPAP 23 | 1999 | Atlanta    | Hoa Kỳ     | 1999-2002 | B. Richter        |
| IUPAP 22 | 1996 | Uppsala    | Thụy Điển  |           |                   |
| IUPAP 21 | 1993 | Nara       | Nhật Bản   |           |                   |
| IUPAP 20 | 1990 | Dresden    | Đức        |           |                   |
| IUPAP 19 | 1987 | Washington | Hoa Kỳ     |           |                   |
| IUPAP 18 | 1984 | Trieste    | Ý          |           |                   |
| IUPAP 17 | 1981 | Paris      | Pháp       |           |                   |
| IUPAP 16 | 1978 | Stockholm  | Thụy Điển  |           |                   |
| IUPAP 15 | 1975 | Munich     | Đức        |           |                   |
| IUPAP 14 | 1972 | Washington | Hoa Kỳ     |           |                   |
| IUPAP 13 | 1969 | Dubrovnik  | Croatia    |           |                   |
| IUPAP 12 | 1966 | Basel      | Thụy Sĩ    |           |                   |
| IUPAP 11 | 1963 | Warsaw     | Ba Lan     |           |                   |
| IUPAP 10 | 1960 | Ottawa     | Canada     |           |                   |
| IUPAP 9  | 1957 | Rome       | Ý          |           |                   |
| IUPAP 8  | 1954 | London     | Anh Quốc   |           |                   |
| IUPAP 7  | 1951 | Copenhagen | Đan Mạch   |           |                   |
| IUPAP 6  | 1948 | Amsterdam  | Hà Lan     |           |                   |
| IUPAP 5  | 1947 | Paris      | Pháp       |           |                   |
| IUPAP 4  | 1934 | London     | Anh Quốc   |           |                   |
| IUPAP 3  | 1931 | Brussels   | Bỉ         |           |                   |
| IUPAP 2  | 1925 | Brussels   | Bỉ         |           |                   |
| IUPAP 1  | 1923 | Paris      | Pháp       |           |                   |
| TL.      | 1922 | Brussels   | Bỉ         |           |                   |